# Woudwever
De woudwever (Ploceus bicolor) is een zangvogel uit de familie Ploceidae (wevers en verwanten).

## Verspreiding en leefgebied
Deze soort telt 8 ondersoorten:
- P. b. tephronotus: van zuidoostelijk Nigeria tot westelijk Congo-Brazzaville en het eiland Bioko.
- P. b. amaurocephalus: noordelijk en centraal Angola en zuidelijk Congo-Kinshasa.
- P. b. mentalis: zuidelijk Soedan, noordoostelijk Congo-Kinshasa, Oeganda en westelijk Kenia.
- P. b. kigomaensis: oostelijk Angola, noordelijk Zambia, zuidoostelijk Congo-Kinshasa en westelijk Tanzania.
- P. b. kersteni: zuidelijk Somalië, oostelijk Kenia en oostelijk Tanzania.
- P. b. stictifrons: zuidoostelijk Tanzania, zuidelijk Malawi, zuidoostelijk Zimbabwe, Mozambique en noordoostelijk Zuid-Afrika.
- P. b. sylvanus: oostelijk Zimbabwe en westelijk Mozambique.
- P. b. bicolor: zuidoostelijk Zuid-Afrika.